# Morti nel 1129
| Questa pagina contiene informazioni ricavate automaticamente dalle voci biografiche con l'ausilio del template Bio e di un bot. L'aggiornamento è periodico e automatico e ricostruisce completamente la pagina. Se manca una persona in questa lista, sei pregato di non aggiungerla, ma accertati piuttosto che la sua voce biografica contenga il template Bio e che i dati anagrafici siano correttamente compilati. Se il template Bio manca, inseriscilo tu stesso o, in alternativa, metti l'avviso {{tmp\|Bio}} che ne segnala la mancanza. Se i dati riportati sono sbagliati, correggi direttamente la voce biografica; le modifiche saranno visibili in questa lista entro pochi giorni. Per chiarimenti vedi il progetto biografie. La lista contiene solo le 19 persone che sono citate nell'enciclopedia e per le quali è stato implementato correttamente il template Bio. Pagina aggiornata al 18 apr 2025. |

- 23 gennaio - William Giffard, politico e vescovo cattolico normanno
- 29 gennaio - Minamoto no Toshiyori, poeta giapponese (n. 1055)
- 17 febbraio - Thoros I d'Armenia, sovrano
- 4 marzo - Ruperto di Deutz, scrittore belga
- 1º aprile - Celso di Armagh, arcivescovo cattolico irlandese (n. 1080)
- 24 luglio - Shirakawa, imperatore giapponese (n. 1053)
- 16 agosto - Raoul de la Futaie, monaco cristiano francese
- 21 novembre - Nigel d'Aubigny, nobile normanno
- 30 dicembre - Ruggero di Canne, vescovo e santo italiano (n. 1060)
- Adelaide di Forcalquier, nobile
- Centullo II di Bigorre, nobile franco
- Costantino di Murom, principe russo
- Costantino II d'Armenia, nobile armeno
- Gerardo I di Gheldria, nobile
- Guglielmo III di Forcalquier, conte
- Leopoldo di Stiria, nobile austriaco
- Rainulfo, vescovo cattolico italiano
- Ranulph il Meschino, III conte di Chester, nobile britannico
- Svjatopolk, sovrano obodrita